# Valerij Ivanovič Kremnev
Valerij Ivanovič Kremnev, in russo Валерий Иванович Кремнёв? (3 febbraio 1939 – Mosca, 15 dicembre 2016), è stato un regista sovietico.

## Filmografia parziale

### Regista
- Mimo okon idut poezda (1966)
- Vstreči na rassvete (1969)
- Poslednie kanikuly (1969)
- Pravo na pryžok (1972)